# Rayak
Rayak (Riyak) (in arabo رياق‎?) è una città vicino a Zahle nel Governatorato della Bekaa. È una città a maggioranza cristiana melkita.
Possiede un Aeroporto militare, una stazione ferroviaria, un Ospedale e decine di scuole.
Fu bombardata dall'Aviazione Israeliana nel 2006 durante il conflitto israelo-libanese.